# Artaxias III
Artaxias III (em armênio: Արտաշես; m. 34). Foi um governante da Arménia do período dividido entre os Romano e os Partas, tendo governado sob o protectorado romano entre o ano 18 e o ano 34. Foi antecedido no governo por Vonones I e foi sucedido por Ársaces I da Armênia.

## Nome
Artaxes (Αρτάξης, Artáxēs), Adeser (Αδεσήρ, Adesēr), Artaxer (Αρταξηρ, Artaxḗr), Artaxares (Αρταξάρης, Artaxárēs), Artaser (Αρτασήρ, Artasḗr), Artasires (Αρτασείρης, Artaseírēs), Artaxas (Αρτάξας, Artáxas) e Artaxias (Αρταξίας, Artaxías) são as formas gregas do parta e persa médio Ardaxir ou Artaxir (𐭠𐭥𐭲𐭧𐭱𐭲𐭥, Ardaxšīr ou Artaxšīr) e do armênio Artaxir (Արտաշիր, Artašir) e Artaxes (Արտաշէս, Artašēs; surgido da forma não atestada *Artašas). Esses nomes derivam do persa antigo Artaxaça (𐎠𐎼𐎫𐎧𐏁𐏂𐎠, Artaxšaçā) ou o iraniano antigo Artaxatra (*R̥ta-xš-ira-), que significa "cujo reinado é através da verdade". Sua grafia em persa antigo também foi helenizada e latinizada como Artaxerxes (Αρταξέρξης, Artaxérxēs).

## Vida
Segundo o historiador arménio Vahan M. Kurkjian (1863 - 1961),, a Arménia permaneceu sem reis até 16, quando passou a reinar Artaxias III, nascido Zenão, filho da rainha Pitidoris do Ponto, cujo marido, Polemão, era um leal vassado de Roma.
Zenão foi colocado no trono por Germânico, o que agradou ao povo, porque, como ele gostava de caçadas e festas, era popular.
Durante os dezesseis anos de seu reinado houve paz, mas com a sua morte em 34, o xá Artaban tentou colocar seu filho mais velho, Ársaces (Arshak) como rei, o que levou a um conflito com o imperador romano Tibério, que fez pelos vinte e cinco anos seguintes da Armênia um campo de batalha entre os romanos e os partas.